# Mattie Montgomery
Mattie Montgomery é um cantor e compositor norte-americano mais conhecido como o vocalista e líder da banda de metalcore cristã For Today. Mattie Montgomery esteve com For Today desde 2007, e já lançou quatro álbuns com a banda. Além de seu trabalho com For Today, Montgomery tem seu próprio projeto evangélico, em homenagem a si mesmo em que ele lançou dois álbuns e um livro. Ele também prega como um evangelista itinerante quando não está gravando ou em turnê.

## Carreira musical
Montgomery começou seu envolvimento com a música, com a idade de quinze anos, onde ele afirmou ouvia bandas como Senses Fail e A Static Lullaby. Grupos como estes abriu as portas para bandas mais pesadas que inspiram Mattie tentar vocais pesados e gritos em seu canto. Antes de se juntar á For Today, Montgomery foi o vocalista da banda de metal melódico Besieged.

## For Today
Montgomery substituído o vocalista original de For Today, Matt Tyler, em 2007. Em uma entrevista, Montgomery disse que não conhecia um único membro da banda, antes da sua união. Depois de apenas algumas práticas com a banda, Montgomery começou a excursionar com eles. Ele havia dado os membros do For Today duas condições para sua adesão da banda: Em primeiro lugar, a banda deve ter um estudo bíblico juntos todos os dias. Em segundo lugar, Mattie queria a banda usa-se seu tempo no palco, tocando para ministrar para o público. Desde que se juntou á For Today, Montgomery tem jogado bem, mais de 700 shows e excursionou extensivamente em seis países com o grupo. 

### Discografia
- Your Moment, Your Life, Your Time EP (Self-Released 2006)
- Ekklesia (Facedown Records, 2008)
- Portraits (Facedown Records, 2009)
- Breaker (Facedown Records, 2010) U.S. No. 54[10]
- ''Immortal (Razor & Tie, 2012) U.S. No. 15
- Prevailer EP (Razor & Tie Records, 2013)
- Fight the silence (Razor & Tie Records, 2013)
- Wake (Nuclear_Blast_Records, 2015)

### Videografia
- "Agape"
- "Saul of Tarsus (The Messenger)" (dirigido por Drew Russ)
- "Devastator" (Scott Hansen Productions)
- "Seraphim" (dirigido por Drew Russ)
- "Fearless"
- "Foundation"
- "Flesh and Blood" (dirigido por Ramon Boutviseth)
- "Break the Cycle"
- "Molotov"
- "Fight the Silence"

## Carreira solo
Mattie Montgomery lançou dois álbuns gospel spoken-word em seu próprio nome. Seu primeiro álbum, "When the Sons Become Fathers", foi lançado em 1 º de março de 2010, sob a Come And Live! gravadora. Seu segundo álbum solo, "The Keys to Open Ancient Gates", foi lançado em 14 de junho de 2011, sob os registros de Catapult.

## Vida pessoal
Mattie Montgomery atualmente vive em Mobile, Alabama, com sua esposa Candice, e seus filhos Malakai e Owen.